# ابدیت‌گرایی

تصویرسازی مفهوم ابدیت‌گرایی مردی را نشان می‌دهد که سگش را برای پیاده‌روی بیرون می‌برد. زمان در امتداد مجموعه‌ای از عکس‌های فوری از پایین صفحه تا بالا پیش می‌رود. در یک دیدگاه عرفی به زمان، هر یک از آن چهار لحظه یکی پس از دیگری وجود خواهند داشت. بر اساس ابدیت‌گرایی آن چهار لحظه همگی به‌طور مساوی وجود دارند.

ابدیت‌گرایی (به انگلیسی: eternalism) در فلسفه فضا و زمان، رویکردی به ماهیت هستی‌شناختی زمان است که برخلاف حال‌گرایی یا نظریه روبه‌رشد جهان بلوکی زمان، که در آن آینده با هیچ زمان دیگری یکسان نیست، این دیدگاه را اتخاذ می‌کند که تمام وجود در زمان به یک اندازه واقعی است. برخی از اشکال ابدیت‌گرایی، هستی‌شناسی مشابهی با فضا، به‌عنوان یک بُعد به زمان می‌دهند، به‌طوری‌که زمان‌های مختلف به اندازه مکان‌های مختلف واقعی هستند و رویدادهای آینده «از قبل وجود دارند» به همان معنایی که مکان‌های دیگر از قبل وجود دارند، و هیچ جریان عینی زمان وجود ندارد.
گاهی اوقات به‌دلیل توصیف فضا-زمان به‌عنوان یک «بلوک» چهار‌بعدی بدون تغییر، در مقابل دیدگاه جهان به‌عنوان یک فضای سه‌بعدی که با گذشت زمان تعدیل می‌شود، به آن نظریه «زمان بلوکی» یا «جهان بلوکی» نیز گفته می‌شود.

## حال
در فلسفه کلاسیک، زمان به سه بخش تقسیم می‌شود: «گذشته»، «حال» و «آینده». با استفاده از این مدل بازنمایی، گذشته امری تغییرناپذیر و آینده تا حدی نامشخص در نظر گرفته می‌شود. با گذشت زمان لحظه‌ای که زمانی حال بود، بخشی از گذشته می‌شود و بخشی از آینده، به‌نوبه خود، به حال جدید تبدیل می‌شود. به این ترتیب گفته می‌شود که زمان می‌گذرد، با یک لحظه حال مشخص که به سمت آینده حرکت می‌کند و گذشته را پشت سر می‌گذارد. یکی از این نوع دیدگاه‌ها حال‌گرایی استدلال می‌کند که فقط حال وجود دارد. زمان حال در یک محیط زمانی به جلو سفر نمی‌کند، از یک نقطه واقعی در گذشته به سمت یک نقطه واقعی در آینده حرکت نمی‌کند. اما تغییر می‌کند. گذشته و آینده وجود ندارند و تنها مفاهیمی هستند که برای توصیف حال واقعی، تکیده و در حال تغییر به‌کار می‌روند. این مدل مرسوم تعدادی از مسائل فلسفی دشوار را مطرح می‌کند و تطبیق آن با نظریه‌های علمی پذیرفته‌شده فعلی مانند نظریه نسبیت ممکن است دشوار باشد.

پارادوکس میله و حلقه نمونه‌ای از نسبیت همزمانی است. هر دو انتهای میله به طور همزمان در قاب استراحت حلقه (چپ) از حلقه عبور می‌کنند، اما انتهای میله یکی پس از دیگری در قاب استراحت میله (راست) عبور می‌کنند.

می‌توان استدلال کرد که نسبیت خاص مفهوم هم‌زمانی مطلق و یک زمان حال جهانی را حذف می‌کند: طبق نسبیت همزمانی، ناظران در چارچوب‌های مرجع مختلف می‌توانند اندازه‌گیری‌های متفاوتی از این‌که آیا یک جفت رویداد معین در یک زمان یا در زمان‌های مختلف اتفاق افتاده‌اند، داشته باشند، و هیچ مبنای فیزیکی برای ترجیح قضاوت‌های یک چارچوب بر دیگری وجود ندارد. با این حال رویدادهایی وجود دارند که ممکن است در تمام چارچوب‌های مرجع غیرهم‌زمان باشند: وقتی یک رویداد درون مخروط نوری رویداد دیگری (گذشته علّی یا آینده علّی آن) قرار دارد، ناظران در تمام چارچوب‌های مرجع نشان می‌دهند که یک رویداد قبل از دیگری رخ داده است. گذشته علّی و آینده علّی در تمام چارچوب‌های مرجع سازگار هستند، اما هر زمان دیگری «جای دیگری» است و در آن هیچ حال، گذشته یا آینده‌ای وجود ندارد. هیچ مبنای فیزیکی برای مجموعه‌ای از رویدادها که نمایانگر زمان حال هستند، وجود ندارد.
بسیاری از فیلسوفان استدلال کرده‌اند که نسبیت مستلزم ابدیت‌گرایی است. دین ریکلز، فیلسوف علم می‌گوید: «به نظر می‌رسد اجماع میان فیلسوفان این است که نسبیت خاص و عام با حال‌گرایی ناسازگارند.» کریستین ووتریش استدلال می‌کند که طرفداران حال‌گرایی تنها در صورتی می‌توانند همزمانی مطلق را توجیه که یا تجربه‌گرایی یا نسبیت را رد کنند. دین زیمرمن از یک چارچوب ممتاز واحد (فضا و زمان مطلق) دفاع می‌کند که قضاوت‌های آن در مورد طول، زمان و همزمانی، قضاوت‌های صحیحی هستند، حتی اگر هیچ راه تجربی برای تشخیص این چارچوب وجود نداشته باشد. هیلاری پاتنم در سال ۱۹۶۷ نتیجه گرفت که از نسبیت خاص چنین برمی‌آید که «هر رویداد آینده X از قبل واقعی است» و ابدیت‌گرایی تنها دیدگاهی است که با نسبیت خاص سازگار است. فیلسوف مائورو دوراتو استدلال‌های پاتنم را به‌طور متفاوتی تفسیر می‌کند و ادعا می‌کند که «تقابل بین حال‌گرایی (فقط رویداد موجود فعلی وجود دارد) و ابدی‌گرایی (رویدادهای گذشته، حال و آینده به یک اندازه واقعی هستند) که تا حدودی در پاتنم ۱۹۶۷ پیش‌فرض گرفته شده است، گمراه‌کننده است.»